# Theridion baltasarense
Theridion baltasarense là một loài nhện trong họ Theridiidae.
Loài này thuộc chi Theridion. Theridion baltasarense được Herbert Walter Levi miêu tả năm 1963.